# Iris milesii
Espèce
Classification phylogénétique
L'Iris de Miles (Iris milesii) est une plante herbacée vivace de la famille des iridacées originaire de l'Himalaya.
Nom chinois : 红花鸢尾

## Description
Elle dispose d'un rhizome stolonifère verdâtre.
La floraison a lieu d'avril à mai. La fleur bleue ou rose lavande comporte trois grands sépales à crête jaune et trois pétales de plus petite taille.
Cette espèce compte 26 chromosomes.
L'épithète spécifique est une dédicace de Michael Foster à Frank Miles, artiste londonien et ami d'Oscar Wilde, qui a reçu de son cousin des graines de Chine de cette espèce.

## Distribution
Cette belle espèce d'iris est originaire des régions himalayennes de Chine - Sichuan, Xizang, Yunnan - et d'Inde.

## Utilisation
L'Iris de Miles est encore peu diffusé en France malgré sa floraison un peu plus prolongée que celle des principales espèces d'iris commercialisées.
Il semble craindre des températures très basses - inférieures à -15 °C - ainsi que les gels tardifs et une sécheresse durant la floraison.

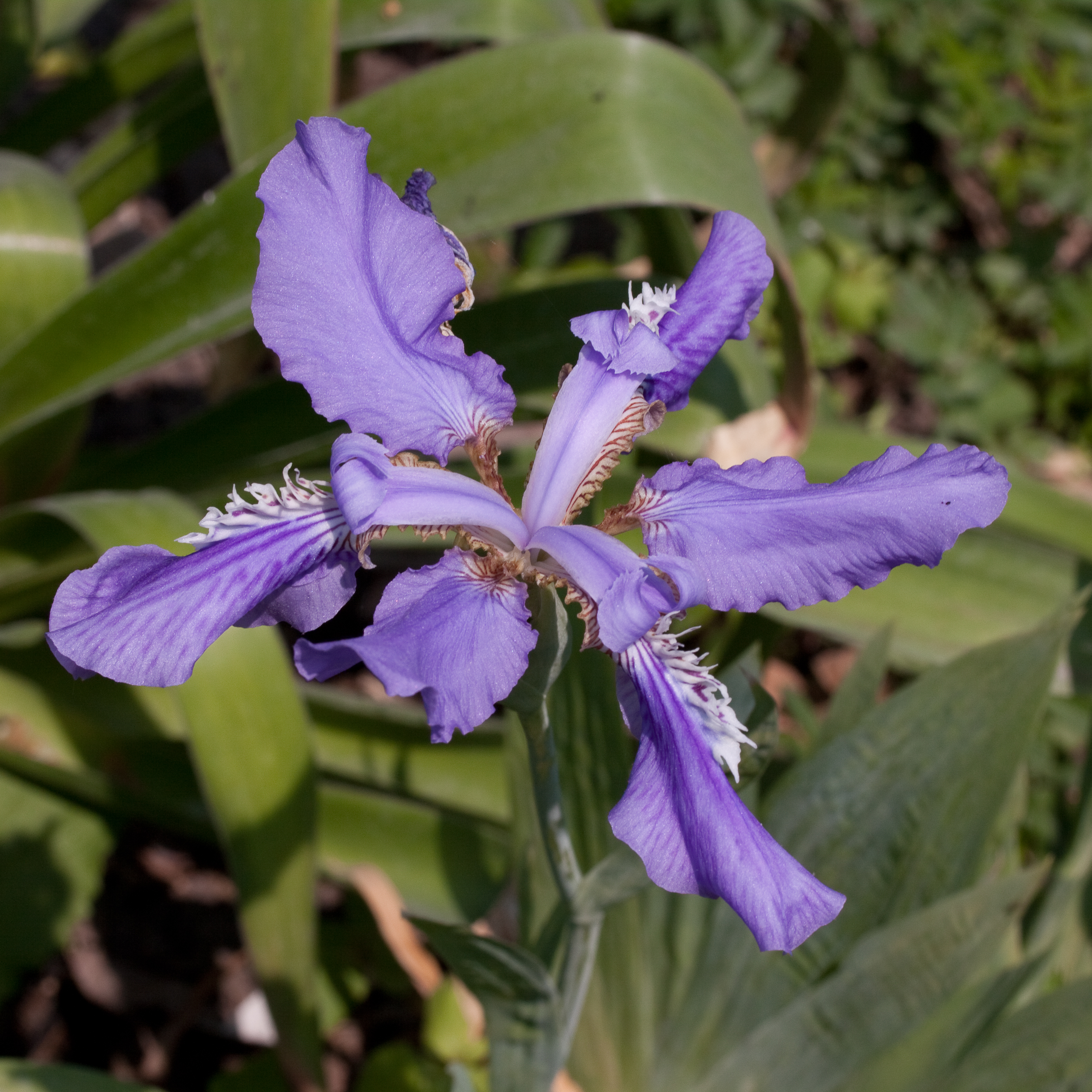
Iris milesii - Fleur
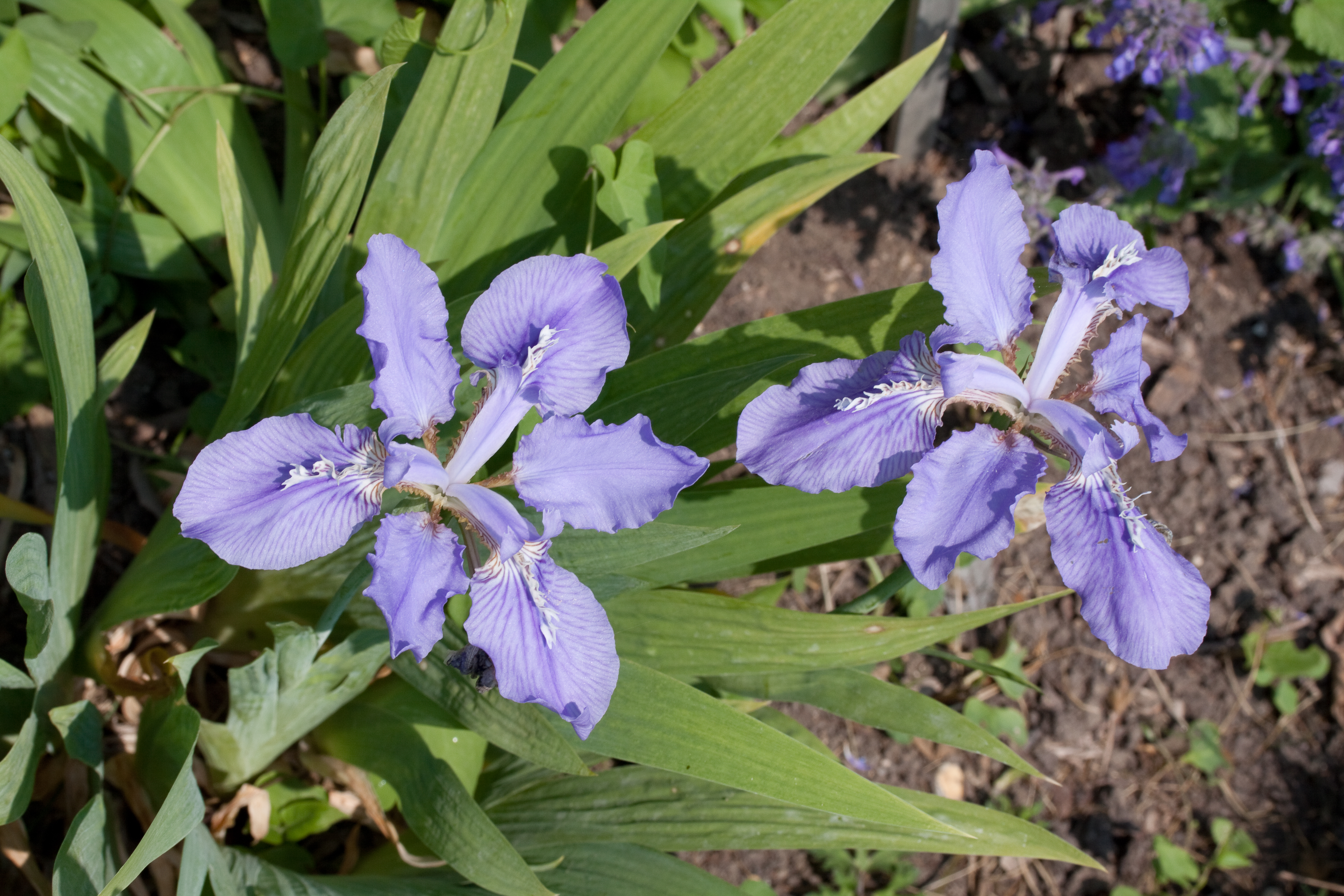
Iris milesii - Fleurs